# Lijst van Amerikaanse ministers van Onderwijs
De minister van Onderwijs (Engels: Secretary of Education) leidt het ministerie van Onderwijs van de Verenigde Staten.
| Nr.    | Minister van Volksgezondheid, Onderwijs en Welzijn Secretary of Health, Education and Welfare | Minister van Volksgezondheid, Onderwijs en Welzijn Secretary of Health, Education and Welfare | Ambtstermijn     | Ambtstermijn     | Partij               | President                     |
| ------ | --------------------------------------------------------------------------------------------- | --------------------------------------------------------------------------------------------- | ---------------- | ---------------- | -------------------- | ----------------------------- |
| 1      | Oveta Culp Hobby                                                                              | Oveta Culp Hobby (1905–1995)                                                                  | 11 april 1953    | 1 augustus 1955  | Republikeinse Partij | Dwight D. Eisenhower          |
| 2      | Marion Folsom                                                                                 | Marion Folsom (1893–1876)                                                                     | 1 augustus 1955  | 1 augustus 1958  | Republikeinse Partij | Dwight D. Eisenhower          |
| 3      | Arthur Flemming                                                                               | Arthur Flemming (1905–1996)                                                                   | 1 augustus 1958  | 20 januari 1961  | Republikeinse Partij | Dwight D. Eisenhower          |
| 4      | Abraham Ribicoff                                                                              | Abraham Ribicoff (1910–1998)                                                                  | 20 januari 1961  | 13 juli 1962     | Democratische Partij | John F. Kennedy (1961–1963)   |
| Vacant |                                                                                               |                                                                                               |                  |                  |                      | John F. Kennedy (1961–1963)   |
| 5      | Anthony Celebrezze                                                                            | Anthony Celebrezze (1910–1998)                                                                | 31 juli 1962     | 18 augustus 1965 | Democratische Partij | John F. Kennedy (1961–1963)   |
| 5      | Anthony Celebrezze                                                                            | Anthony Celebrezze (1910–1998)                                                                | 31 juli 1962     | 18 augustus 1965 | Democratische Partij | Lyndon B. Johnson (1963–1969) |
| 6      | John Gardner                                                                                  | John Gardner (1912–2002)                                                                      | 18 augustus 1965 | 1 maart 1968     | Republikeinse Partij |                               |
| Vacant |                                                                                               |                                                                                               |                  |                  |                      |                               |
| 7      | Wilbur Cohen                                                                                  | Wilbur Cohen (1913–1987)                                                                      | 16 mei 1968      | 20 januari 1969  | Democratische Partij |                               |
| 8      | Robert Finch                                                                                  | Robert Finch (1925–1995)                                                                      | 20 januari 1969  | 23 juni 1970     | Republikeinse Partij | Richard Nixon (1969–1974)     |
| 9      | Elliot Richardson                                                                             | Elliot Richardson (1920–1999)                                                                 | 23 juni 1970     | 30 januari 1973  | Republikeinse Partij | Richard Nixon (1969–1974)     |
| Vacant |                                                                                               |                                                                                               |                  |                  |                      | Richard Nixon (1969–1974)     |
| 10     | Caspar Weinberger                                                                             | Caspar Weinberger (1917–2006)                                                                 | 12 februari 1973 | 8 augustus 1975  | Republikeinse Partij | Richard Nixon (1969–1974)     |
| 10     | Caspar Weinberger                                                                             | Caspar Weinberger (1917–2006)                                                                 | 12 februari 1973 | 8 augustus 1975  | Republikeinse Partij | Gerald Ford (1974–1977)       |
| 11     | David Mathews                                                                                 | David Mathews (1935)                                                                          | 8 augustus 1975  | 20 januari 1977  | Onafhankelijk        |                               |
| 12     | Joseph Califano                                                                               | Joseph Califano (1931)                                                                        | 20 januari 1977  | 3 augustus 1979  | Democratische Partij | Jimmy Carter                  |
| 13     | Patricia Roberts Harris                                                                       | Patricia Roberts Harris (1924–1985)                                                           | 3 augustus 1979  | 4 mei 1980       | Democratische Partij | Jimmy Carter                  |

| Nr.    | Minister van Onderwijs Secretary of Education | Minister van Onderwijs Secretary of Education | Minister van Onderwijs Secretary of Education | Ambtstermijn      | Ambtstermijn      | Partij      | President                    | Kabinet     |
| ------ | --------------------------------------------- | --------------------------------------------- | --------------------------------------------- | ----------------- | ----------------- | ----------- | ---------------------------- | ----------- |
| 1      |                                               | Shirley Hufstedler                            | Shirley Hufstedler (1925–2016)                | 4 mei 1980        | 20 januari 1981   | D           | Jimmy Carter (1977–1981)     | Carter      |
| 2      |                                               | Terrel Bell                                   | Terrel Bell (1921–1996)                       | 20 januari 1981   | 20 januari 1985   | R           | Ronald Reagan (1981–1989)    | Reagan      |
| Vacant |                                               |                                               |                                               |                   |                   |             | Ronald Reagan (1981–1989)    | Reagan      |
| 3      |                                               | Bill Bennett                                  | Bill Bennett (1943)                           | 6 februari 1985   | 20 september 1988 | D (1985–86) | Ronald Reagan (1981–1989)    | Reagan      |
| 3      | R (1986–88)                                   | Bill Bennett                                  | Bill Bennett (1943)                           | 6 februari 1985   | 20 september 1988 |             | Ronald Reagan (1981–1989)    | Reagan      |
| 4      |                                               | Lauro Cavazos                                 | Lauro Cavazos (1927–2022)                     | 20 september 1988 | 12 december 1990  | D           | Ronald Reagan (1981–1989)    | Reagan      |
| 4      |                                               | Lauro Cavazos                                 | Lauro Cavazos (1927–2022)                     | 20 september 1988 | 12 december 1990  | D           | George H.W. Bush (1989–1993) | G.H.W. Bush |
| [ 3 ]  |                                               |                                               | Ted Sanders (1938)                            | 12 december 1990  | 22 maart 1991     | R           | George H.W. Bush (1989–1993) | G.H.W. Bush |
| 5      |                                               | Lamar Alexander                               | Lamar Alexander (1940)                        | 22 maart 1991     | 20 januari 1993   | R           | George H.W. Bush (1989–1993) | G.H.W. Bush |
| 6      |                                               | Richard Riley                                 | Richard Riley (1933)                          | 20 januari 1993   | 20 januari 2001   | D           | Bill Clinton (1993–2001)     | Clinton     |
| 7      |                                               | Rod Paige                                     | Rod Paige (1933)                              | 20 januari 2001   | 20 januari 2005   | R           | George W. Bush (2001–2009)   | G.W. Bush   |
| 8      |                                               | Margaret Spellings                            | Margaret Spellings (1957)                     | 20 januari 2005   | 20 januari 2009   | R           | George W. Bush (2001–2009)   | G.W. Bush   |
| 9      |                                               | Janet Napolitano                              | Arne Duncan (1964)                            | 20 januari 2009   | 1 januari 2016    | D           | Barack Obama (2009–2017)     | Obama       |
| 10     |                                               | John King                                     | John King (1975)                              | 1 januari 2016    | 20 januari 2017   | D           | Barack Obama (2009–2017)     | Obama       |
| [ 3 ]  |                                               | Phil Rosenfelt                                | Phil Rosenfelt (1942)                         | 20 januari 2017   | 7 februari 2017   | O           | Donald Trump (2017–2021)     | Trump I     |
| 11     |                                               | Betsy DeVos                                   | Betsy DeVos (1958)                            | 7 februari 2017   | 8 januari 2021    | R           | Donald Trump (2017–2021)     | Trump I     |
| [ 3 ]  |                                               | Mick Zais                                     | Mick Zais (1946)                              | 8 januari 2021    | 20 januari 2021   | R           | Donald Trump (2017–2021)     | Trump I     |
| [ 3 ]  |                                               | Phil Rosenfelt                                | Phil Rosenfelt (1942)                         | 20 januari 2021   | 2 maart 2021      | O           | Joe Biden (2021–2025)        | Biden       |
| 12     |                                               | Miguel Cardona                                | Miguel Cardona (1975)                         | 2 maart 2021      | 20 januari 2025   | D           | Joe Biden (2021–2025)        | Biden       |
| [ 3 ]  |                                               | Denise Carter                                 | Denise Carter (1976)                          | 20 januari 2025   | heden             | O           | Donald Trump (2025–heden)    | Trump II    |